# Avrig
Avrig (deutsch Freck, siebenbürgisch-sächsisch Frek, ungarisch Felek) ist eine Stadt im Kreis Sibiu in der Region Siebenbürgen in Rumänien.

## Lage der Ortschaft

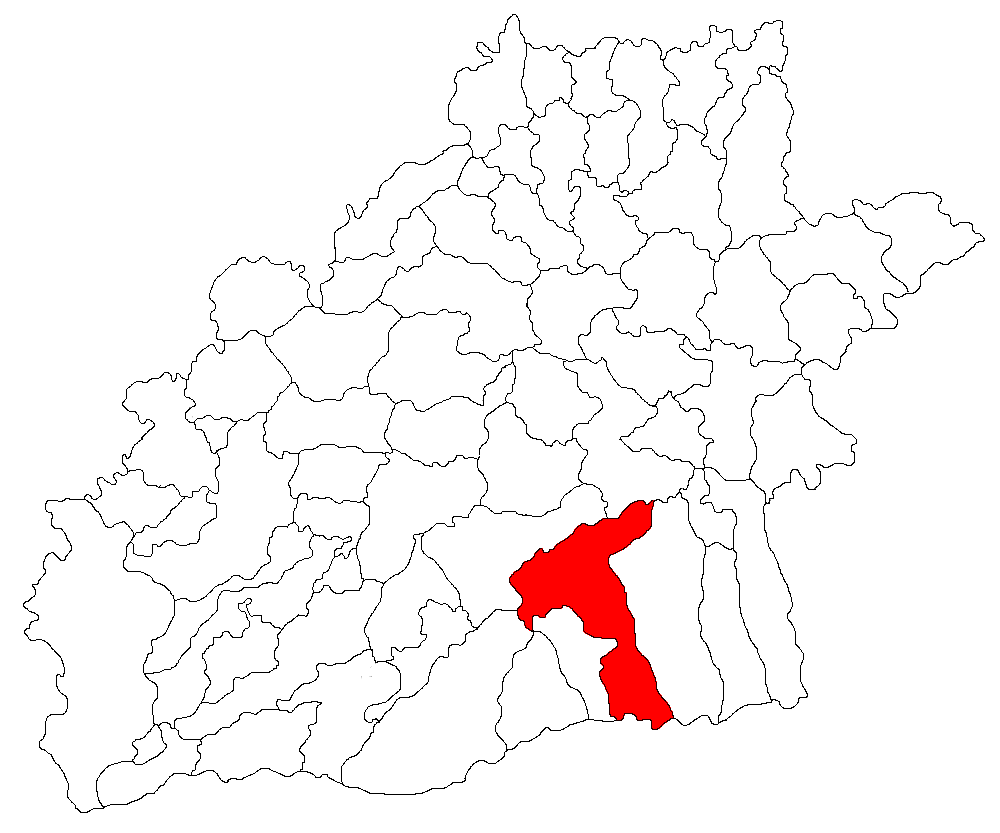
Lage von Avrig im Kreis Sibiu

Avrig liegt am Olt (Alt) – der in der Nähe des Ortes aufgestaut wird – an der Europastraße 68, 27 km südöstlich von Hermannstadt (Sibiu) in Richtung Brașov (Kronstadt).
Der Ort befindet sich am Fuß des Făgăraș-Gebirges (Fogarascher Gebirge).

## Geschichte
Die vermutlich schon im 12. Jahrhundert von Siebenbürger Sachsen gegründete Ortschaft Freck wurde 1364 erstmals urkundlich erwähnt. Allerdings unter dem bemerkenswerten Namen Affrica. Die lateinische Bezeichnung Affrica taucht dann auch in folgenden Urkunden auf: 1375 wird ein „comes Michael de Affrica“ erwähnt. 1380 wird ein „Heyncze They“ als „villicus de Affrica“ genannt. 1384 bestätigt der Erzbischof Demetrius von Gran Nicolaus, den Pfarrer von Freck (Nicolaus de Affrica plebanus), als Dekan des Hermannstädter Kapitels. 1387 ist ein Hatterstreit zwischen Freck (villa Affrica) und Szakadat / Sǎcǎdate (villa Czectat) belegt. Die rumänische Bezeichnung „Avrig“ dürfte wohl auf die lateinische „Affrica“ zurückgehen und die deutsche „Freck“ auf die ungarische „Felek“.
Freck gehörte bis 1878 zum Hermannstädter Stuhl, danach zum Kreis Hermannstadt.
Mitte des 18. Jahrhunderts wurde mit dem Bau eines Barock-Schlosses begonnen, welches später als Brukenthal’sche Sommerresidenz Bekanntheit erlangte.
Durch glasverarbeitende Industrie wuchs der Ort ab dem 19. Jahrhundert stark und erlangte 1989 den Rang einer Stadt.

## Verkehr
Avrig hat Bahnverbindungen nach Făgăraș und nach Hermannstadt. Diese ist jedoch seit einem Hochwasser bei Porumbacu de Jos unterbrochen. Seit 2004 verfügt der Ort über eine Umfahrungsstraße, die den Transitverkehr der stark befahrenen DN 1 nördlich des besiedelten Gebietes vorbeiführt.

## Sehenswürdigkeiten
- Die evangelische Kirche, eine romanische Basilika gegenüber dem Brukenthal-Schloss, aus der Gründungszeit des Ortes
- Die Kirchenburg Freck
- Die rumänisch-Orthodoxe Kirche, ein markanter Bau im Ortszentrum, aus dem 18. Jahrhundert
- Die Brukenthal’sche Sommerresidenz, ein barockes Anwesen mit Gartenanlage in historischem Stil
- Die römisch-katholische Kirche am südlichen Ortsrand des Siedlungsgebietes
- Der Brambura Park, ein Freizeitpark mit dem kopfstehenden Haus, südöstlich von Avrig am (drum județean) DJ 105F gelegen (⊙).[8]

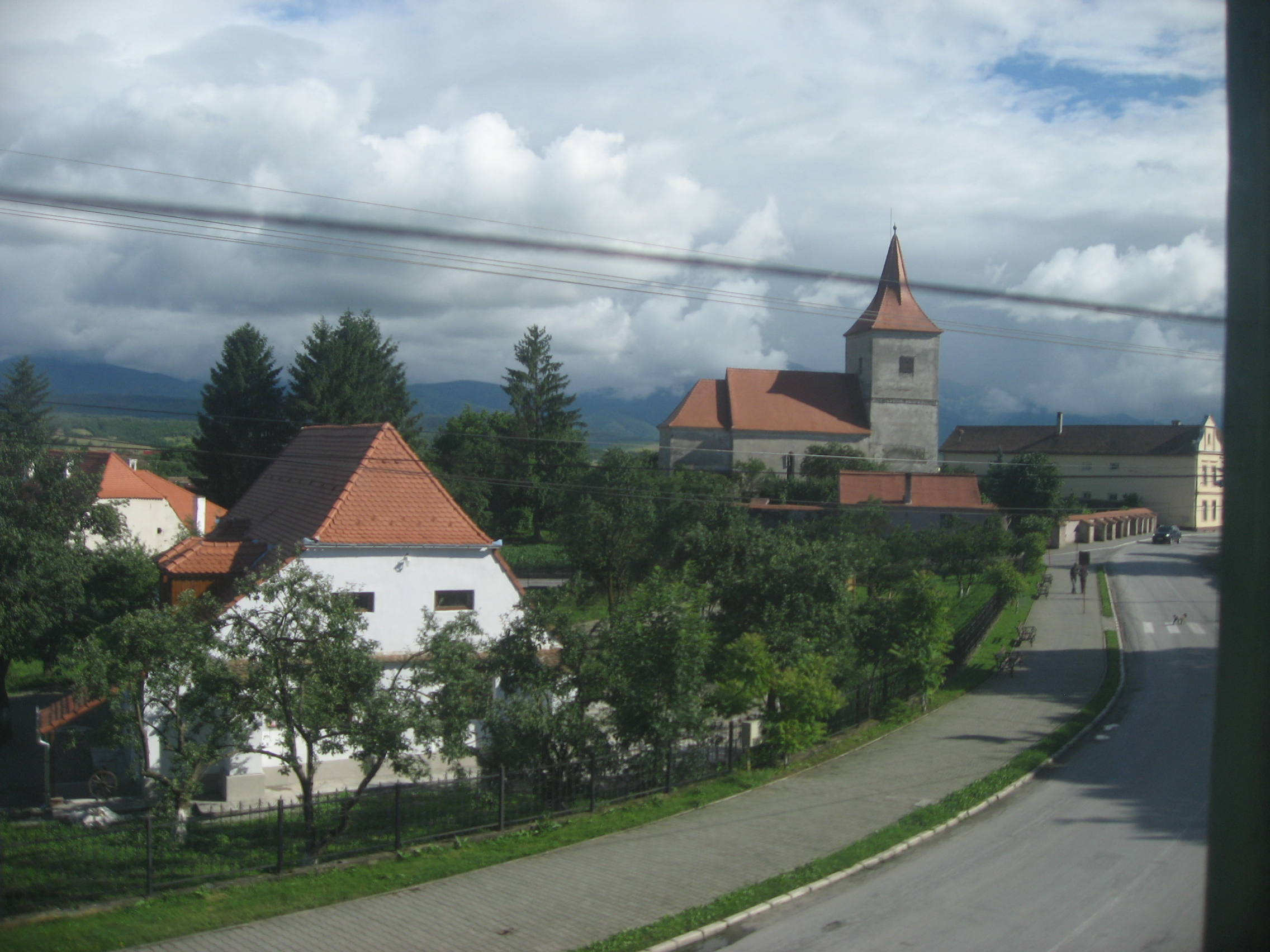
Blick auf Avrig (im Hintergrund die evangelische Kirche)
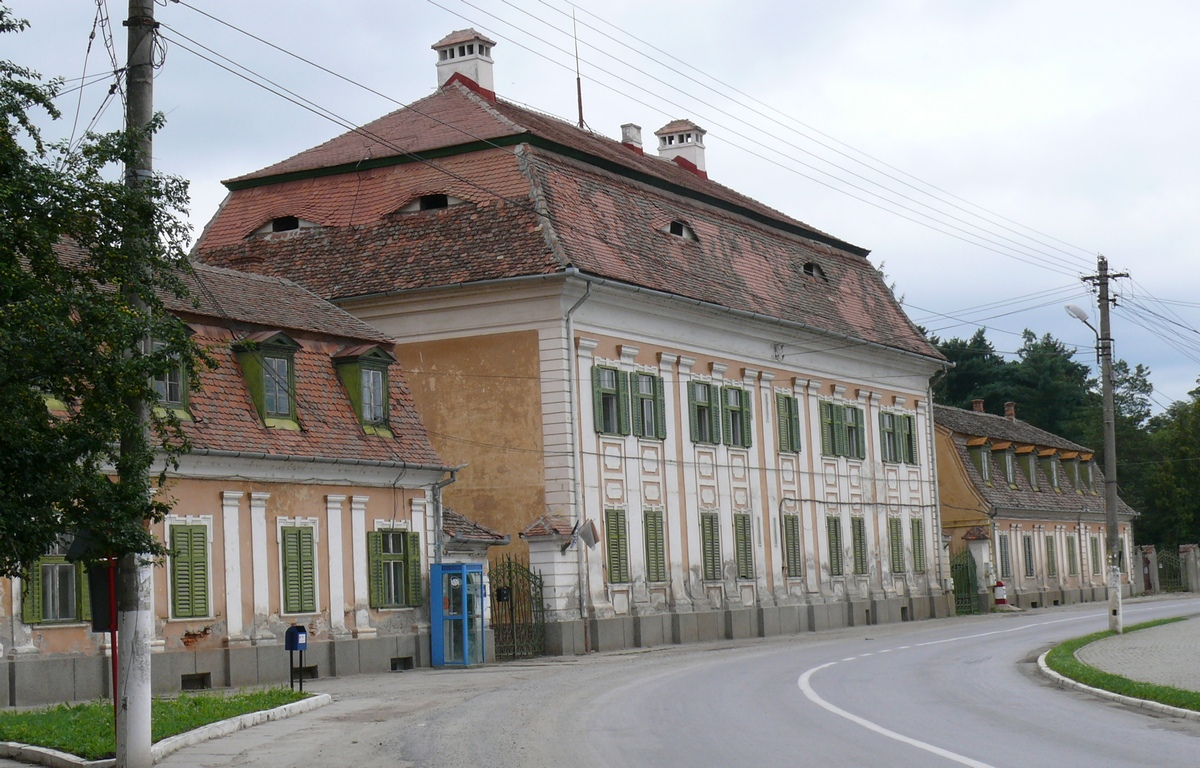
Die Brukenthal’sche Sommerresidenz
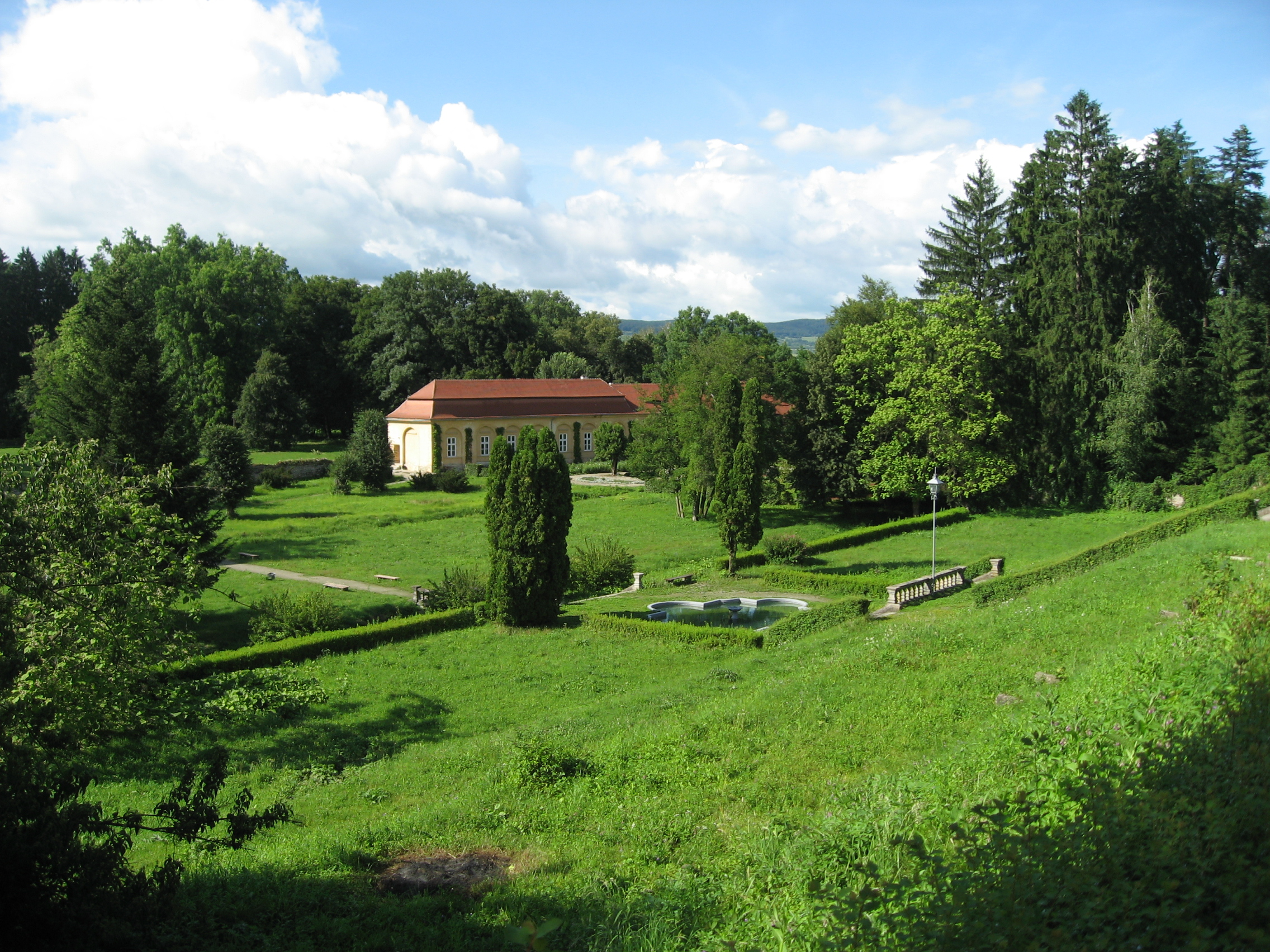
Französischer Garten der Brukenthal’schen Sommerresidenz
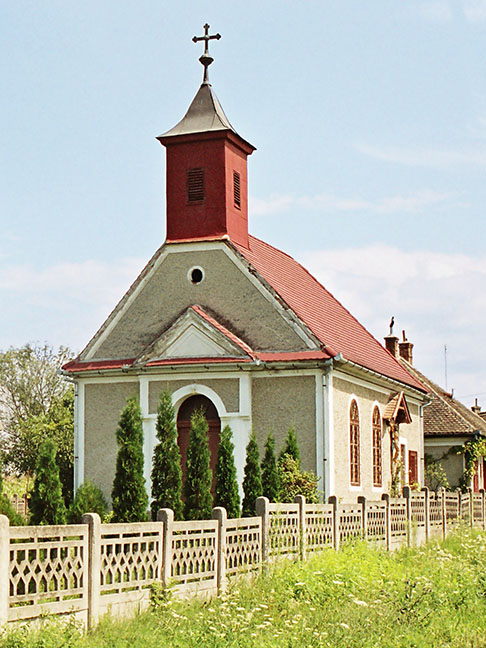
Das römisch-katholische Kirchlein
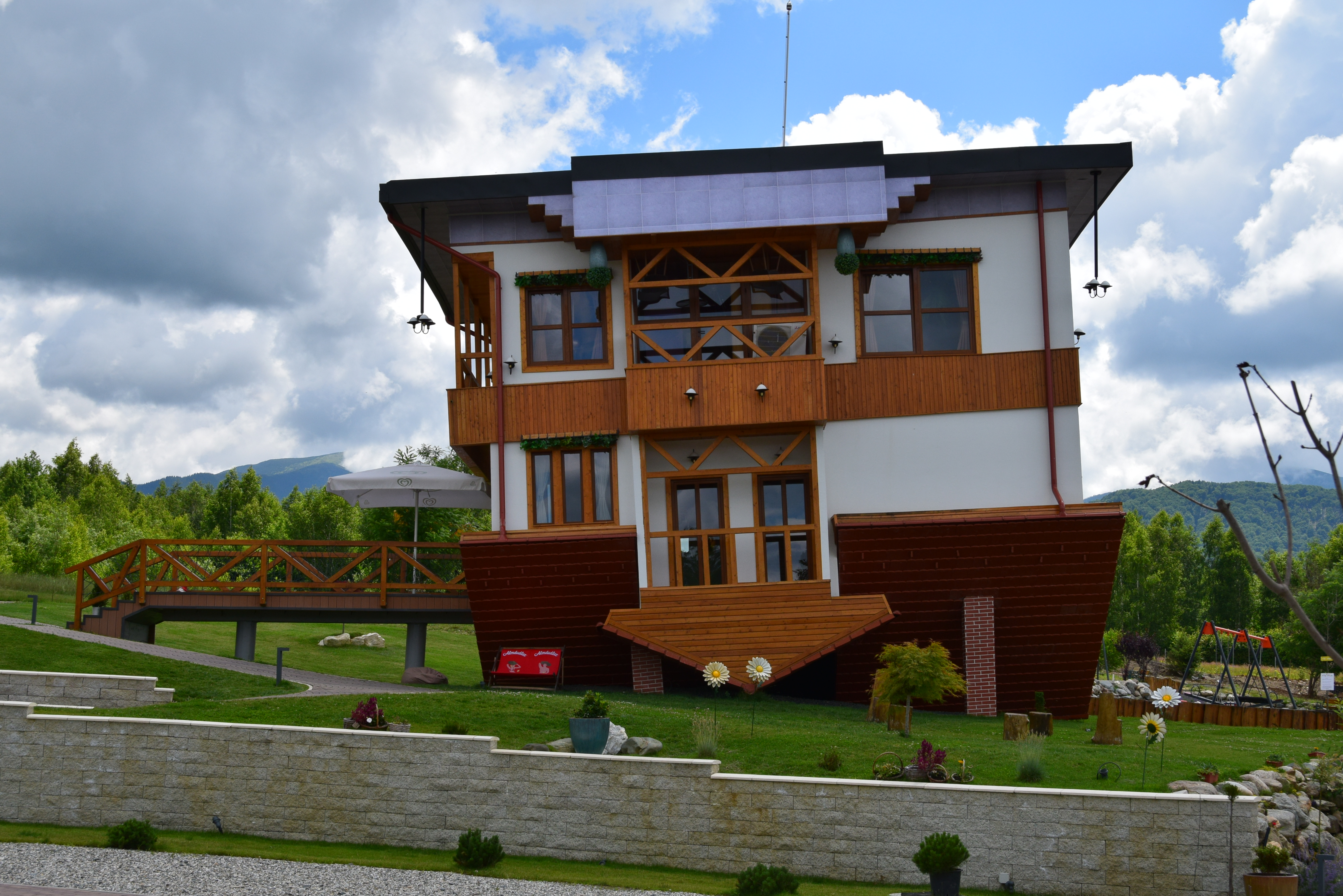
Das kopfstehende Haus im “Brambura Park”

## Persönlichkeiten
- Samuel von Brukenthal (1721–1803), Gubernator von Siebenbürgen, Besitzer der Sommerresidenz
- Gheorghe Lazăr (1779–1823), rumänischer Pädagoge, wurde in Freck geboren
- Emil Porsche (1834–1898), böhmischer Glasfabrikant aus Reichenberg, zahlreiche Erfindungen, Besitzer des Schlosses Freck u. d. Glasfabrik von ca. 1880–1888[9]
- Rudolf Porsche (1885–1965), Professor für rumänische Fächer (Sprache, Grammatik, Geschichte und Literaturgeschichte) und Deutsch im Evangelisch-theologischen Landeskirchenseminar in Hermannstadt, Verfasser vieler Lehrbücher
- Franz-Oskar Porsche (1889–1954), Neurochirurg in Klausenburg, Verfasser medizinischer Fachbücher